# Zuari
Der Zuari ist ein Fluss im indischen Bundesstaat Goa. Er ist mit 34 km der längste Fluss des Bundesstaates. Er mündet in das Arabische Meer bei der Hafenstadt Mormugao.